# Палицы (Струго-Красненский район)
Палицы — деревня на крайнем юго-западе Стругокрасненского района Псковской области. Входит в состав сельского поселения «Новосельская волость».

## География
Расположена к западу от деревни Молоди, в 16 км к юго-западу от волостного центра, села Новоселье.

## История
До марта 2005 года деревня Палицы входила в  Молодейскую волость.
В соответствии с Законом Псковской области от 28 февраля 2005 года № 420-ОЗ  деревня Палицы, вместе с другими селениями упраздненной Молодейской волости, вошла в состав образованного муниципального образования Новосельская волость.

## Население
| 2001 | 2002 | 2010 | 2011 |
| ---- | ---- | ---- | ---- |
| 80   | ↘68  | ↘31  | ↗54  |

## Инфраструктура
Почтовое отделение 181161.

## Транспорт
Просёлочные дороги.